# Månsbyn norr
Månsbyn norr är en bebyggelse i Kalix kommun, Norrbottens län. Bebyggelsen ingick till 2023 i småorten Månsbyn för att vid avgränsningen 2023 bilda en separat småort.